# ファルマー
ファルマー（英語: Falmer）は、イングランド南部イースト・サセックスにある村。ブライトンとルイスの間にある。ブライトン・アンド・ホーヴ・アルビオンFCの本拠地であるファルマー・スタジアムがあることで有名。
ファルマーの中心部を国道A27号が通っている。国道の北側には数軒の民家とパブがある程度で、小さな橋で南側と繋がっている。一方南側にはコテージに囲まれた大きな池がある。池には多くのアヒルやガチョウが生息しており、村の名前の由来ともなっている。
サセックス大学とブライトン大学のキャンパスが近隣に位置する。また、2013年にはイースト・サセックス・カウンティ・カウンシルの新しい公文書館「ザ・キープ」がオープンした。

## 歴史
ノルマン・コンクエスト以前、ファルマーのあった地域はウィルトン・アビーの荘園であった。
1324年にエドワード2世がこの村を訪れた記録がある。またチャールズ1世は1628年またはその翌年にこの荘園をエドワード・ディッチフィールドに与えた。しかしその後彼はウィリアム・クレイヴンに売却した。
ブライトン・アンド・ホヴに隣接していることもあり、20世紀の間この行政教区は近隣の都市の発展に影響されてきた。1960年代にはサセックス大学が立地し、1990年代にはブライトン大学も立地した。この村の名称はサセックス大学の同窓会誌のタイトルにも使用されている。

## 政治行政
この地域を統括する最小の行政単位はファルマー・パリッシュ・カウンシルである。このカウンシルは歩道や公園の整備などを行っており、議席数は5である。
パリッシュの上にはディストリクト・カウンシルがある。ファルマーはルイス・ディストリクトに属しており、カウンシルに1名を選出している。2015年5月の選挙では自由民主党議員が当選した。
ディストリクトの上を統括するのがカウンティ・カウンシルである。イースト・サセックスのカウンシルは教育、労働、社会福祉、貿易などを担当する。カウンシルの選挙は4年に1度行われ、2013年選挙では自由民主党議員が当選した。
国会議員選挙では、ルイス選挙区に該当する。2015年選挙では保守党議員と自由民主党議員が1人ずつ当選した。

## スポーツ
イングランド・プレミアリーグに所属するブライトン・アンド・ホーヴ・アルビオンFCの本拠地ファルマー・スタジアムが立地する。同スタジアムの建設は2005年に住宅・コミュニティ・地方自治省が承認したが、それを受けてルイス・ディストリクト・カウンシルが訴訟を起こし、決定を覆した。最終的には当時の大臣ヘーゼル・ブリアーズが2007年7月24日に承認したことで決着した。その結果、2011年7月に収容人数3万500人を誇るスタジアムが完成した。